# Good Morning Good Morning
«Good Morning Good Morning» (рус. Доброе утро, доброе утро) — песня, написанная Джоном Ленноном (приписана Леннону и Маккартни) и выпущенная на альбоме Sgt. Pepper's Lonely Hearts Club Band группы «Битлз» (1967 год).

## Истоки песни
По словам Леннона, он написал эту песню, вдохновившись телевизионной рекламой кукурузных хлопьев Kellogg’s, которая начиналась со слов «Good morning, good morning» («Доброе утро, доброе утро»).
Строчка «It’s time for tea and Meet the Wife» (рус. Время пить чай и Встретить жену) является отсылкой к ситкому компании BBC Meet the Wife.

## Запись песни
Композиция записывалась на протяжении нескольких дней: 8, 16 февраля (в эти дни были записаны основная ритм-секция и вокал), 13 марта (были записаны партии духовых), 28 (записаны подголоски и гитарное соло) и 29 марта (дозаписаны звуки живой природы). Гитарное соло исполнял Маккартни.
По предложению Леннона Джордж Мартин пригласил участников группы Sounds Incorporated исполнить характерную партию медных духовых инструментов.
В песне звучат записи звуков живой природы: петушиный крик, кошачье мяуканье, лай собаки и др. Причём Леннон попросил звукорежиссёра Джеффри Эмерика расположить эти звуки (как в начале, так и в конце песни) в таком порядке, чтобы каждое последующее животное было способно съесть (или, по крайней мере, напугать) предшествующее животное. Некоторые критики обвиняли группу в том, что этой находкой они пытаются прикрыть сырость материала и в том, что приём позаимствован с альбома Pet Sounds группы The Beach Boys.
Песня также характеризуется необычным ритмом: музыкальный размер на протяжении песни не остаётся постоянным, принимая значения 4/4, 3/4 и 5/4.
Продолжительность моно-версии композиции составляет 2:35, тогда как стерео-версия была удлинена (за счёт более медленного затухания звука в конце) до 2:41.
В записи участвовали:
- Джон Леннон — дважды записанный и сведённый вокал, ритм-гитара
- Пол Маккартни — подголоски, бас-гитара, соло-гитара
- Джордж Харрисон — подголоски, соло-гитара
- Ринго Старр — ударные, бубен
- Барри Кэмерон — саксофон
- Алан Холмс — саксофон
- Дэвид Глайд — саксофон
- Джон Ли — тромбон
- (имя неизвестно) — тромбон
- Том (фамилия неизвестна) — валторна